# 館林三喜男
館林 三喜男（たてばやし みきお、1904年1月25日 - 1976年10月22日）は、日本の政治家、内務官僚、実業家。自由民主党衆議院議員（4期）。

## 経歴
佐賀県西松浦郡有田町出身。第五高等学校を経て、1928年東京帝国大学法学部政治学科卒。内務省に入り、群馬県警察部長、東京都教育局長、内閣総理大臣秘書官などを歴任する。
公職追放を経て、追放解除後は佐賀県副知事となり、佐賀県副知事時代の1951年、公共事業費をめぐる不正事件に関し衆議院行政監察特別委員会に証人喚問された。1952年の第25回衆議院議員総選挙で佐賀県全県区から無所属で立候補して当選した（その後所属は改進党→日本民主党→自由民主党）。第2次池田内閣経済企画、第3次池田内閣農林の各政務次官を務めた。
1967年の第31回衆議院議員総選挙で落選した。その後、三愛石油（現：三愛オブリ）社長、リコー社長、日経連理事、佐賀テレビ会長などを務めた。1976年10月22日、心筋梗塞により死去。

## 著作
- 町村金五・館林三喜男共著『近代社会思想読本』（天満社、1952年）